# Андрю Грант
Андрю Грант (на английски: Andrew Grant) е американски писател на бестселъри в жанра трилър. Пише под псевдонима Андрю Чайлд (на английски: Andrew Child).

## Биография и творчество
Андрю Грант е роден на 8 май 1968 г. в Бирмингам, Англия. По-малък брат на писателя Лий Чайлд (Джим Грант). Завършва гимназия в Сейнт Олбанс, Хартфордшър, където семейството му се мести, когато е на 6 години. Учи в Университета на Шефилд, който завършва с диплома по английска литература и драма.
След дипломирането си създава и менажира малка независима театрална трупа, която демонстрира оригинални материали на местни, регионални и национални аудитории. След критично успешно, но финансово разоряващо, представяне на фестивала в Единбург, той се започва да работи в телекомуникационната индустрия като „временно“ решение за парична криза в краткосрочен план.
Петнадесет години по-късно, след като заема различни позиции във фирмата, включително такива свързани с областта на сигурността, той е съкратен при мащабна програма за преструктуриране. Това му дава тласък да се насочи към писателската си кариера.
През 2010 г. се жени в Чикаго за писателката Таша Александър.
Андрю Грант живее със семейството си в Чикаго и Шефилд.

## Произведения

### Самостоятелни романи
- Run (2014)

### Серия „Дейвид Тревилиън“ (David Trevellyan Thriller)
1. Even (2009)
Квит, изд.: ИК „Бард“, София (2010), прев. Елена Чизмарова
2. Die Twice (2010)
3. More Harm Than Good (2012)

### Серия „Купър Девъро“ (Cooper Devereaux)
1. False Positive (2015)
2. False Friend (2017)
3. False Witness (2018)

### Серия „Пол Макграт“ (Paul McGrath)
1. Invisible (2019)
2. Too Close to Home (2020)

### Серия „Джак Ричър“ (Jack Reacher)
25. The Sentinel (2020) – с Лий Чайлд